# Mathilde Sternat

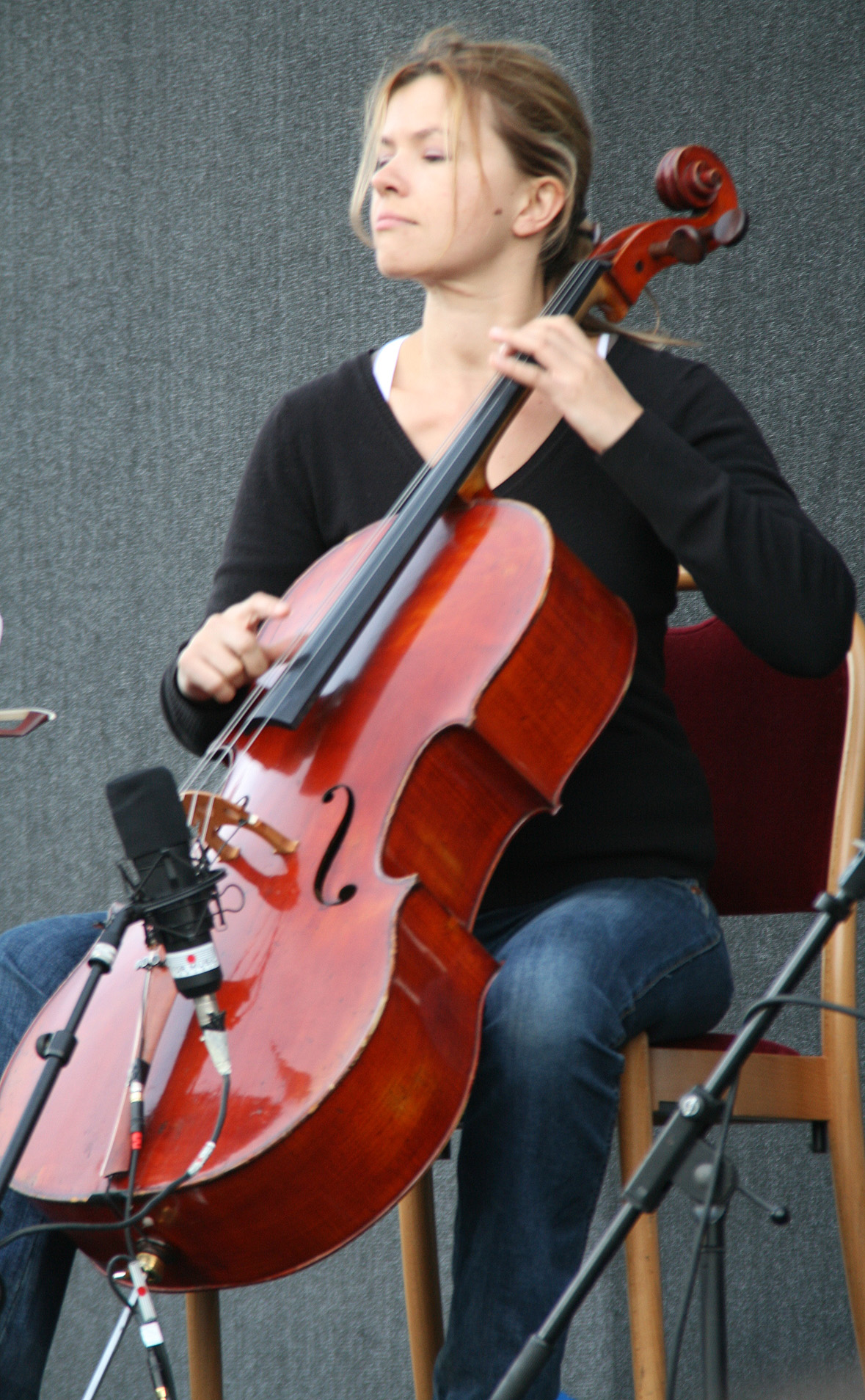
Mathilde Sternat (Malia-Konzert, Wien 2007)

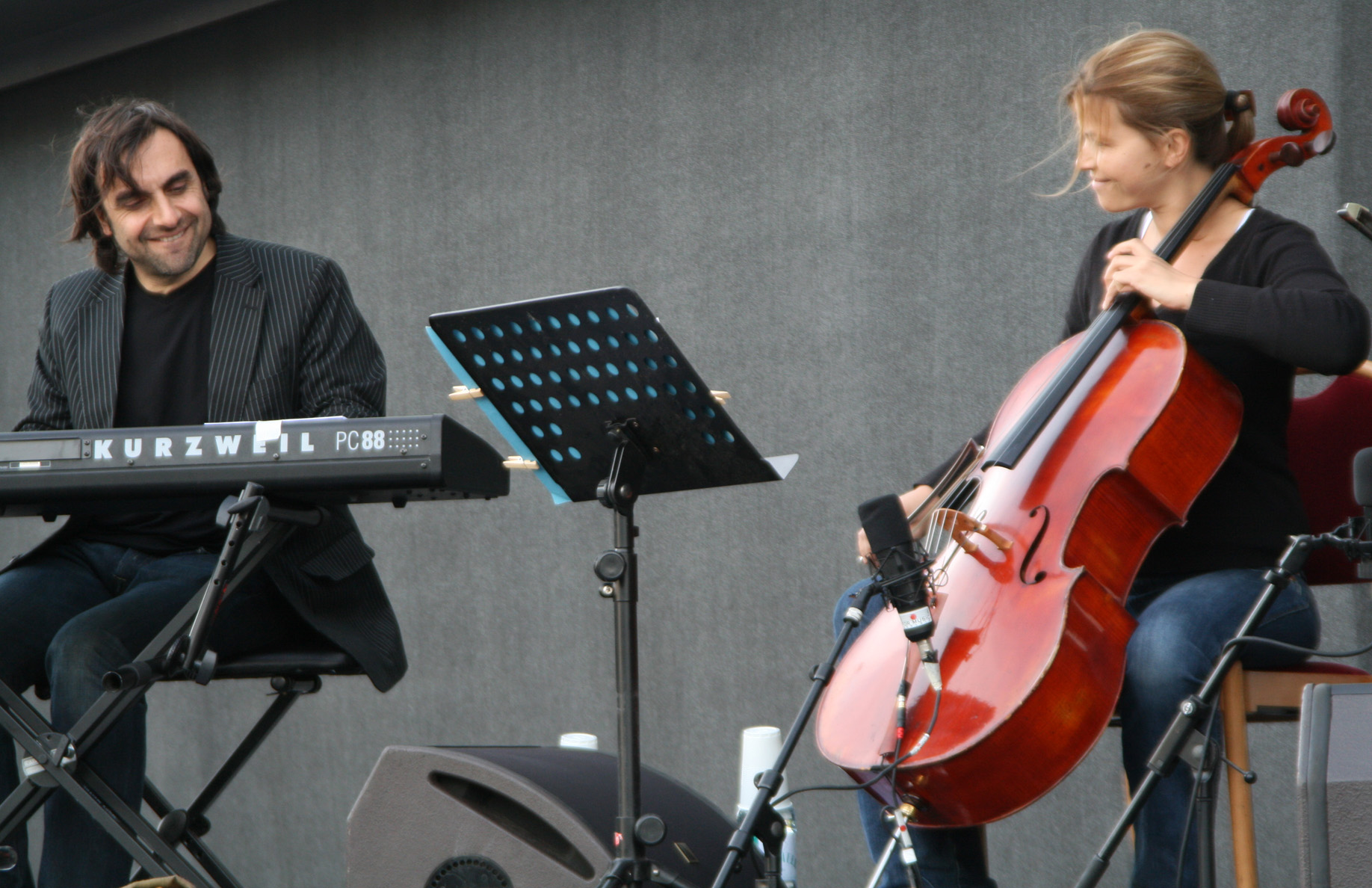
Mathilde Sternat mit André Manoukian (Wien 2007)

Mathilde Sternat (* im 20. Jahrhundert) ist eine französische Cellistin und Arrangeurin.
Ihre Ausbildung, sie studierte Cello und Kammermusik unter anderem bei Étienne Péclard, schloss Sternat 1995 am Conservatoire de Paris ab. Sie spielte seither sowohl Kammermusik im kleinen Ensemble, wie auch in verschiedenen Kammerorchestern (Salzburg Chamber Soloists, European Chamber Orchestra) und als Solistin mehrerer Symphonieorchester (Orchestre philharmonique de Montpellier, Orchestre symphonique de Tours, Orchestre lyrique de Tours).
Als festes Mitglied des Travelling Quartet (Anne Gravoin, Matthias Tranchant, Vincent Debruyne, Mathilde Sternat), für das sie auch Arrangements schreibt, umfasst ihr Repertoire neben Kunstmusik des 19. und frühen 20. Jahrhunderts (Tschaikowski, Brahms, Offenbach, Satie u. a.) auch Arrangements von Kompositionen aus Jazz (Scott Joplin, Bill Evans, George Gershwin, Astor Piazzolla u. a.), Pop (The Beatles u. a.), Filmmusik und nicht zuletzt Chanson (Édith Piaf, Jacques Brel, Charles Aznavour u. a.).
Neben diesen überwiegend kammermusikalischen Engagements komponiert und arrangiert Sternat Musik für Theateraufführungen und spielt auch immer wieder live und im Aufnahmestudio mit vorwiegend französischen aber auch internationalen Musikern wie etwa Malia, Patrick Bruel, Laurent Voulzy, Michel Sardou, Nolwenn Leroy und Sofia Mestari.

## Aufnahmen (Auswahl)
- Luigi Boccherini: Flötenquintette (mit Jean-Pierre Rampal, Regis Pasquier, Bruno Pasquier und Roland Pidoux), Sony BMG 1997
- Eleftheria Arvanitaki: Broadcast, Emarcy Rec (Universal) 2001
- Jacques Loussier Trio: Mozart: Piano Concertos 20 & 23, Telarc 2005
- Nolwenn Leroy: Histoires Naturelles, Mercury (Universal) 2006